# TVP Historia 2
TVP Historia 2 – internetowy kanał tematyczny Telewizji Polskiej poświęcony historii, uruchomiony 1 marca 2021 roku.
Stacja jest dostępna w telewizji hybrydowej na trzecim multipleksie naziemnej telewizji cyfrowej, poprzez przekaz internetowy na stronie historia2.tvp.pl, platformę TVP Stream i TVP GO.
Kanał jest poświęcony głównie tematyce historycznej; przed rozpoczęciem emisji nadawca zapowiedział, że w ofercie stacji mają się znaleźć produkcje publicystyczne, rozrywkowe, filmy dokumentalne, seriale oraz inne produkcje poświęcone historii Polski i świata. Za ofertę programową kanału odpowiada Judyta Syrek.
W drugiej połowie 2021 roku kanał pojawił się na nadającym w języku polskim multipleksie regionalnym naziemnej telewizji cyfrowej na Litwie, zastępując TVP Historię. Do tamtej pory kanał był dostępny wyłącznie online.

## Dostępność
- DVB-T (MUX-3) – pozycja 93 poprzez HbbTV;
- na platformie TVP VOD/TVP Stream;
- online pod adresem historia2.tvp.pl na platformie telewizyjnej TVP[4].